# Кемальпаша
Кемальпаша (тур. Kemalpaşa) — город и район на востоке современной провинции Измир, Турецкая Республика. На северо-западе район граничит с городским районом Измира Борнова, на западе — с городским районом Измира Буджа, на юго-западе — с районом Торбалы, на юго-востоке — с районом Байындыр, на северо-востоке — с илом Маниса. В Турции известен благодаря своей черешне.

## История
Изначально в этих местах находился греческий город Нимфей (греч. Νύμφαιον). Золотой век Нимфея пришёлся на период между 1204 и 1291 годами, когда он играл важную роль в жизни Никейской империи, а затем и восстановленной после 1261 года Византийской империи. Город располагался близко к Смирне, но на некотором удалении от Эгейского моря, что делало его более защищённым от пиратов, особенно в период крестовых походов. Нимфей располагался в довольно живописной области Иония с мягким зимним климатом, поэтому его облюбовали как свою зимнюю резиденцию последние византийские императоры Палеологи. До наших дней дошли лишь развалины довольно скромного византийского дворца (одного из немногих дворцов поздневизантийской эпохи). В Нимфее привык встречать День пальм (Вербное воскресенье) никейский император Иоанн III Дука Ватац. Там он и умер 3 ноября 1254 года в шатре, поставленном в дворцовом саду.
Несмотря на формальное провозглашение Никеи столицей империи, её императоры проживали в основном в Нимфее. Неслучайно поэтому в городе происходили многие важные переговоры и был заключён Нимфейский договор (1261), невыгодный для империи. После него началось постепенное ослабление империи.

## Турецкое завоевание
К 1291 году, после крушения византийских укреплений по р. Сангарий, турки и туркмены вплотную подошли к Нимфею. Бывшая столица превратилась в приграничный пост и оказалась на линии фронта с турками. В 1291—1293 годах в Нимфее почти три года пребывали с войсками византийский император Андроник II и полководец Алексий Дилантропен, но их усилия хоть как-то стабилизировать греческую границу с турками оказались в итоге тщетными. Каталонская кампания в 1304 году имела более значительный успех в борьбе с турками, но от каталонских мародёров страдали также и греки.  Так или наче, после ухода каталонцев греческая власть в городе продержался всего лишь десятилетие. В 1315 году турецкий бей Сарухан окончательно покорил город, переименовав его в Ниф (тур. Nif), хотя до 1922 года город продолжал оставаться одним из центров греко-православной культуры Малой Азии.

## Новое время
8 сентября 1922 года в городе провёл ночь Мустафа Кемаль-паша перед тем, как положить конец оккупации Измира, и в честь этого события город Ниф был впоследствии переименован в Кемальпаша. С 1990-х годов город фактически превратился в пригород Измира, переживает интенсивный процесс субурбанизации.